# Herrarnas 4 × 100 meter medley vid världsmästerskapen i kortbanesimning 2024
Herrarnas 4 × 100 meter medley vid världsmästerskapen i kortbanesimning 2024 avgjordes den 15 december 2024 i Donau Arena i Budapest i Ungern.
Guldet togs av Neutral Athletes B efter ett lopp på 3 minuter och 18,68 sekunder, vilket blev ett nytt världsrekord. Silvret togs av USA och bronset togs av Italien.

## Rekord
Inför tävlingens start fanns följande världs- och mästerskapsrekord:
|                   | Nation | Tid     | Ort                   | Datum            |
| ----------------- | ------ | ------- | --------------------- | ---------------- |
| Världsrekord      | USA    | 3.18,98 | Melbourne, Australien | 18 december 2022 |
| Mästerskapsrekord | USA    | 3.18,98 | Melbourne, Australien | 18 december 2022 |

Följande nya rekord noterades under mästerskapet:
| Datum       | Omgång | Namn                                                                                       | Nation             | Tid     | Rekord     |
| ----------- | ------ | ------------------------------------------------------------------------------------------ | ------------------ | ------- | ---------- |
| 15 December | Final  | Miron Lifintsev (49,31) Kirill Prigoda (55,15) Andrej Minakov (48,80) Jegor Kornev (45,42) | Neutral Athletes B | 3.18,68 | 0VR0, 0MR0 |

## Resultat

### Försöksheat
Försöksheaten startade klockan 10:41.
| Placering | Heat | Bana | Nation             | Simmare | Tid     | Noteringar |
| --------- | ---- | ---- | ------------------ | --- | ------- | ---------- |
| 1         | 4    | 1    | Polen              | Kacper Stokowski (49,34) Jan Kałusowski (57,24) Jakub Majerski (49,11) Ksawery Masiuk (46,01)                                    | 3.21,70 | 0Q0        |
| 2         | 1    | 3    | Neutral Athletes B | Pavel Samusenko (49,57) Aleksandr Zjigalov (56,37) Andrej Minakov (49,36) Dmitrij Zjavoronkov (46,78)                            | 3.22,08 | 0Q0        |
| 3         | 3    | 3    | Kanada             | Blake Tierney (50,68) Finlay Knox (57,22) Ilya Kharun (48,48) Yuri Kisil (46,28)                                                 | 3.22,66 | 0Q0        |
| 4         | 3    | 4    | USA                | Shaine Casas (50,59) AJ Pouch (57,33) Zach Harting (49,92) Chris Guiliano (44,99)                                                | 3.22,83 | 0Q0        |
| 5         | 4    | 3    | Australien         | Isaac Cooper (50,66) Joshua Yong (56,86) Matthew Temple (49,26) Harrison Turner (46,67)                                          | 3.23,45 | 0Q0        |
| 6         | 4    | 6    | Italien            | Christian Bacico (50,80) Simone Cerasuolo (57,62) Simone Stefanì (49,34) Alessandro Miressi (45,77)                              | 3.23,53 | 0Q0        |
| 7         | 3    | 2    | Japan              | Masaki Yura (50,79) Taku Taniguchi (56,19) Takaya Yasue (49,87) Kaiya Seki (46,82)                                               | 3.23,67 | 0Q0        |
| 8         | 4    | 5    | Frankrike          | Yohann Ndoye-Brouard (50,44) Roman Fuchs (58,17) Clément Secchi (49,75) Maxime Grousset (45,52)                                  | 3.23,88 | 0Q0        |
| 9         | 4    | 7    | Spanien            | Iván Martínez (51,27) Carles Coll (56,89) Mario Mollá (49,63) Luis Domínguez (46,60)                                             | 3.24,39 |            |
| 10        | 2    | 4    | Schweiz            | Thierry Bollin (49,84) Louis Droupy (59,06) Noè Ponti (48,29) Roman Mityukov (47,55)                                             | 3.24,74 |            |
| 11        | 2    | 6    | Sverige            | Samuel Törnqvist (50,82) Daniel Kertes (57,31) Robin Hanson (51,06) Elias Persson (47,00)                                        | 3.26,19 |            |
| 12        | 4    | 2    | Tyskland           | Ole Braunschweig (51,05) Melvin Imoudu (57,10) Kaii Winkler (51,27) Martin Wrede (47,00)                                         | 3.26,42 |            |
| 13        | 3    | 5    | Storbritannien     | Oliver Morgan (50,92) Archie Goodburn (57,25) Jacob Peters (50,54) Joshua Gammon (48,00)                                         | 3.26,71 |            |
| 14        | 3    | 7    | Österrike          | Lukas Edl (51,92) Bernhard Reitshammer (57,56) Andreas Rizek (52,24) Heiko Gigler (46,27)                                        | 3.27,99 |            |
| 15        | 3    | 1    | Ukraina            | Oleksandr Zjeltiakov (51.99) Volodymyr Lisovets (57.40) Arsenij Kovalov (50.87) Vadym Naumenko (48,49)                           | 3.28,75 |            |
| 16        | 4    | 4    | Kina               | Wang Gukailai (51,06) Yu Zongda (57,88) Li Taiyu (52,38) Liu Wudi (47,45)                                                        | 3.28,77 |            |
| 17        | 3    | 6    | Sydkorea           | Lee Ju-ho (52,39) Choi Dong-yeol (57,51) Kim Ji-hun (51,30) Lee Ho-joon (48,16)                                                  | 3.29,36 |            |
| 18        | 2    | 3    | Kazakstan          | Yegor Popov (53,62) Arsen Kozhakhmetov (57,91) Adilbek Mussin (50,21) Gleb Kovalenya (47,73)                                     | 3.29,47 |            |
| 19        | 2    | 1    | Turkiet            | Mert Ali Satır (52,49) Berkay Ömer Öğretir (57,60) Emre Gürdenli (52,05) Berke Saka (47,77)                                      | 3.29,91 |            |
| 20        | 4    | 8    | Ungern             | Bendek Kovács (52,03) Dávid Horváth (59,09) Richárd Márton (51,92) Boldizsár Magda (47,82)                                       | 3.30,86 |            |
| 21        | 2    | 2    | Hongkong           | Hayden Kwan (52,52) Adam Mak (58,68) Ralph Koo (52,31) Ian Ho (47,53)                                                            | 3.31,04 |            |
| 22        | 1    | 6    | Nya Zeeland        | Cooper Morley (51,35) Samuel Brown (1.00,43) Ben Littlejohn (51,92) Hugo Wrathall (48,98)                                        | 3.32,68 |            |
| 23        | 1    | 2    | Island             | Guðmundur Leo Rafnsson (53,19) Snorri Dagur Einarsson (58,59) Birnir Freyr Hálfdánarson (53,03) Símon Elías Statkevicius (48,87) | 3.33,68 |            |
| 24        | 1    | 7    | Sydafrika          | Kian Keylock (54,63) Matthew Randle (1.00,04) Ruard van Renen (50,73) Kris Mihaylov (49,32)                                      | 3.34,72 |            |
| 25        | 2    | 5    | Peru               | Joaquín Vargas (54,36) Anthony Puertas (1.02,44) Diego Balbi (51,73) Rafael Ponce (48,08)                                        | 3.36,61 |            |
| 26        | 1    | 5    | Malaysia           | Khiew Hoe Yean (53,71) Tan Khai Xin (1.02,74) Bryan Leong (52,65) Lim Yin Chuen (48,29)                                          | 3.37,39 |            |
| 27        | 2    | 7    | Lettland           | Ģirts Feldbergs (52,51) Daniils Bobrovs (1.01,00) Kristaps Miķelsons (54,72) Nikolass Deičmans (49,78)                           | 3.38,01 |            |
| 28        | 3    | 8    | Brasilien          | Guilherme Basseto (50,63) Caio Pumputis Leonardo Coelho Santos Marco Antônio Ferreira                                            | 0DSQ0   | 0DSQ0      |
| 28        | 1    | 4    | Slovakien          | 0DNS0 | 0DNS0   | 0DNS0      |

### Final
Finalen startade klockan 19:10.
| Placering | Bana | Nation             | Simmare                                                                                       | Tid     | Noteringar |
| --------- | ---- | ------------------ | --------------------------------------------------------------------------------------------- | ------- | ---------- |
| 1         | 5    | Neutral Athletes B | Miron Lifintsev (49,31) Kirill Prigoda (55,15) Andrej Minakov (48,80) Jegor Kornev (45,42)    | 3.18,68 | 0VR0       |
| 2         | 6    | USA                | Shaine Casas (48,92) Michael Andrew (57,03) Dare Rose (48,55) Jack Alexy (44,53)              | 3.19,03 |            |
| 3         | 7    | Italien            | Lorenzo Mora (49,53) Ludovico Viberti (56,15) Michele Busa (48,81) Alessandro Miressi (45,42) | 3.19,91 |            |
| 4         | 4    | Polen              | Kacper Stokowski (49,10) Jan Kałusowski (56,91) Jakub Majerski (49,16) Ksawery Masiuk (45,85) | 3.21,02 |            |
| 5         | 3    | Kanada             | Blake Tierney (49,87) Finlay Knox (56,71) Ilya Kharun (48,66) Yuri Kisil (45,93)              | 3.21,17 |            |
| 6         | 2    | Australien         | Isaac Cooper (49,81) Joshua Yong (56,91) Matthew Temple (48,60) Maximillian Giuliani (46,71)  | 3.22,03 |            |
| 7         | 8    | Frankrike          | Mewen Tomac (50,01) Roman Fuchs (58,10) Clément Secchi (49,91) Maxime Grousset (44,51)        | 3.22,53 |            |
| 8         | 1    | Japan              | Masaki Yura (50,64) Taku Taniguchi (56,26) Takaya Yasue (49,77) Kaiya Seki (46,53)            | 3.23,20 |            |